# Marcelo Vega
Francisco Marcelo Vega Cepeda (ur. 12 sierpnia 1971 w Copiapó) – piłkarz chilijski grający na pozycji ofensywnego pomocnika.

## Kariera klubowa
Vega piłkarską karierę rozpoczął w klubie Regional Atacama. W 1988 roku zadebiutował w jego barwach i grał tam do 1990 roku. W 1991 został zawodnikiem stołecznego Unión Española i w 1992 roku osiągnął z nim swój pierwszy sukces w karierze - zdobył Puchar Chile. Latem 1992 roku przeszedł do hiszpańskiego CD Logroñés, ale rozegrał tylko trzy spotkania w Primera División i na początku 1993 roku wrócił do Chile. Został piłkarzem CSD Colo-Colo, z którym w tym samym roku wywalczył mistrzostwo Chile. Natomiast w 1994 roku zdobył swój kolejny krajowy puchar. W 1996 roku Marcelo znów występował w swoim pierwotnym klubie, Regional Atacama, a w 1997 bronił barw Santiago Wanderers.
W 1998 roku Chilijczyk wyjechał do Stanów Zjednoczonych i podpisał kontrakt z New York MetroStars. Rozegrał 17 spotkań w Major League Soccer, ale w 1999 roku odszedł z zespołu. Przez rok szukał klubu i w 2000 roku znalazł się w składzie San Jose Earthquakes, ale nie rozegrał żadnego spotkania w barwach tej drużyny i jeszcze w tym samym roku trafił do argentyńskiego Racing Club de Avellaneda. W 2002 roku grał w drużynie Unión Española, a rok 2003 rozpoczął w barwach peruwiańskiego Cienciano Cuzco, z którym wygrał rozgrywki Copa Sudamericana. Karierę zakończył w tym samym roku jako piłkarz Club Universidad de Chile.

## Kariera reprezentacyjna
W reprezentacji Chile Vega zadebiutował w 1991 roku. W tym samym roku po raz pierwszy znalazł się w drużynie Chile na Copa América. Zaliczył także turnieje Copa América 1993. W 1998 roku został powołany przez Nelsona Acostę do kadry na Mistrzostwa Świata we Francji. Na tym turnieju zagrał tylko w przegranym 1:4 meczu 1/8 finału z Brazylią. Po tym turnieju zakończył reprezentacyjną karierę. W kadrze narodowej zagrał 30 razy i zdobył jednego gola.